# Vanegas (kommun)
Vanegas är en kommun i Mexiko.   Den ligger i delstaten San Luis Potosí, i den centrala delen av landet, 500 km norr om huvudstaden Mexico City.
Följande samhällen finns i Vanegas:
- Vanegas
- Zaragoza
- San Vicente
- El Salado
- El Gallo